# Дремлик болотный
Дре́млик боло́тный (лат. Epipáctis palústris) — травянистое растение; вид рода Дремлик (Epipactis) семейства Орхидные (Orchidaceae).

## Открытие
Вид впервые был описан в 1767 году Карлом Линнеем под названием Serapias longifolia. Но ещё до него, в 1762 году Уильямом Хадсоном это название было применено к растению, известному сегодня под названием Пыльцеголовник длиннолистный. Таким образом, название, данное Линнеем, оказалось незаконным. Первое законное название вида было дано в 1768 году английским ботаником Филипом Миллером  — Serapias palustris. Позднее род Serapias был разделён, и в 1769 году Генрих Кранц отнёс данный вид к роду Epipactis.

## Ботаническое описание

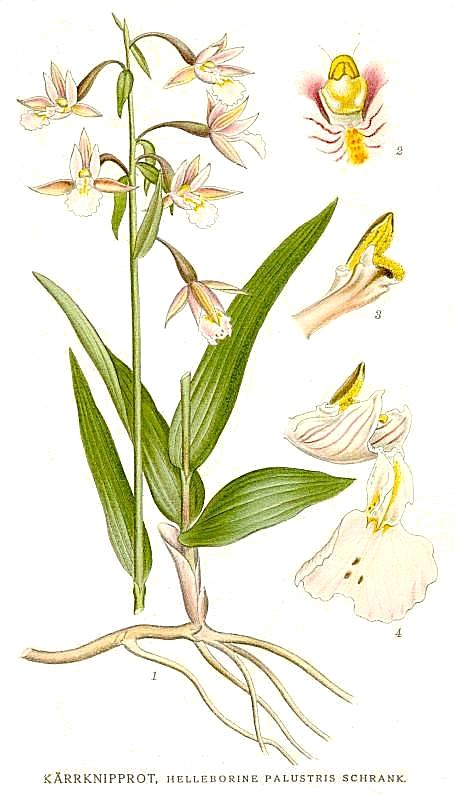

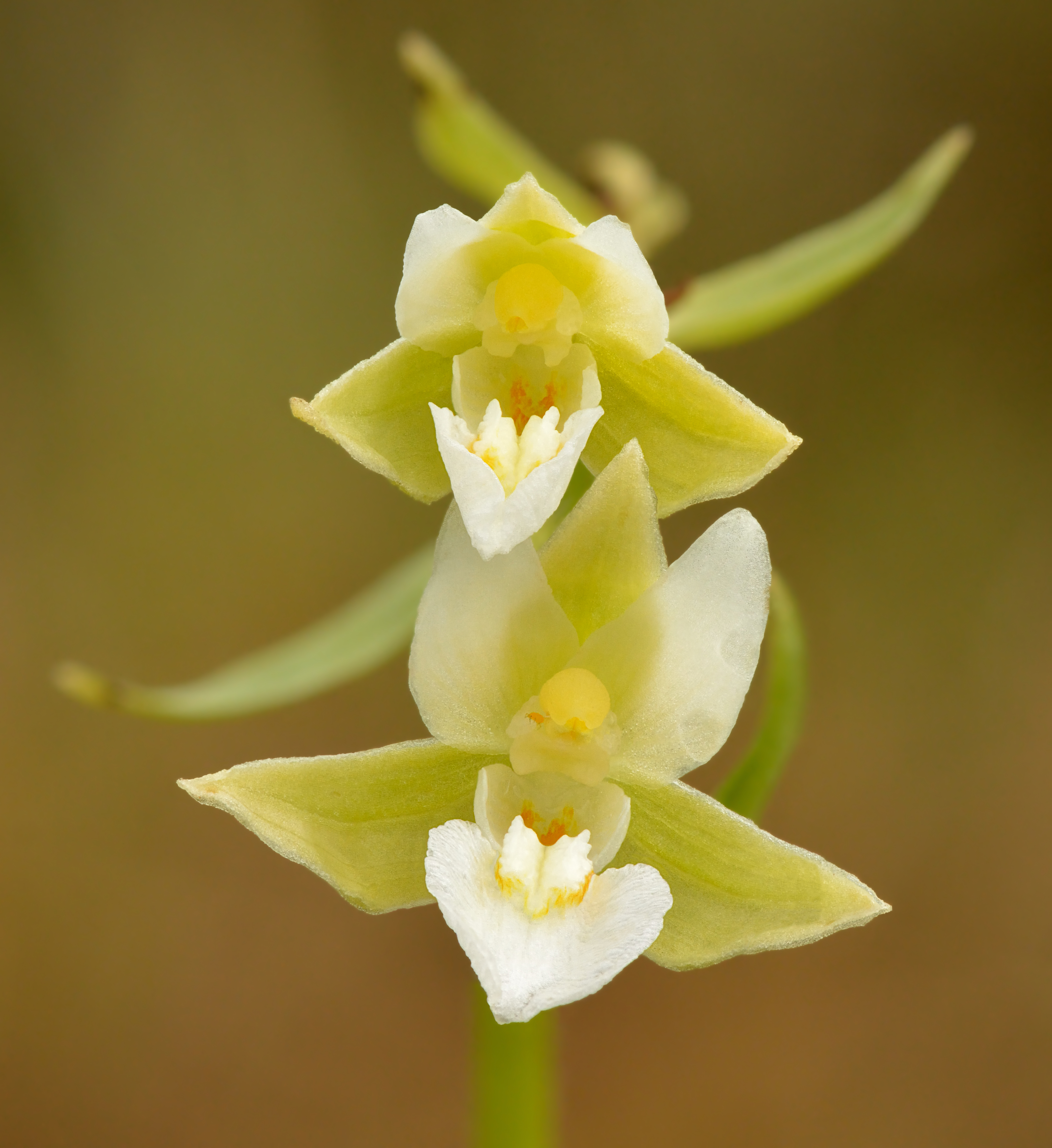
var. ochroleuca

Многолетнее травянистое растение высотой 30—70 см. Корневище длинное, столоновидное, разветвлённое, ползучее, с придаточными корнями. Стебель слегка опушённый в верхней части, светло-зелёного или розоватого цвета.
Листья очерёдные, продолговато-ланцетные, заострённые, длиной 10—20 см, длиннее междоузлий; верхние листья более мелкие, схожие с прицветниками.
Зацветает на десятый — одиннадцатый год жизни. Соцветие — кисть, состоящая из шести — двадцати поникающих цветков с длинными прицветниками. Губа без шпорца, продолговатая, складчато-морщинистая, разделена на две части, белого цвета, с пурпурными волосками. Завязь прямая, опушённая. Нектар дремлика обладает дурманящим свойством, что позволяет ему привлекать для опыления насекомых, преимущественно ос (в основном род Eumenes), шмелей, муравьёв; иногда наблюдается самоопыление. Цветёт в июне — июле, а плодоносит в сентябре.
Семена пылевидные. Размножается как семенами, так и вегетативно с помощью корневища.
Число хромосом 2n = 24, 38, 40, 44, 46, 48. Известны природные гибриды растения с дремликом зимовниковым и дремликом тёмно-красным.

## Ареал
Обитает почти по всей Европе, в Малой Азии, Закавказье, Северный Иране, Средней Азии, Монголии, Северо-Западном Китае.
В России встречается в европейской части (на север до 65° с. ш.), на Урале, в Западной и в Восточной Сибири до Байкала, на Северном Кавказе, в Крыму.

## Экология
Произрастает на окраинах болот, лесных полянах, на выходах грунтовых вод, проталинах и известняках, в заболоченных лесах и сырых лугах, предпочитая нейтральные и щелочные почвы.

## В культуре
В условиях Москвы и Тверской области (Андреапольский район) вид испытывался как в условиях «искусственного болота», так и на открытом участке с другими луговыми видами. В обоих случаях отмечен активный рост числа побегов (от 1 до 4-х за сезон), стабильное цветение и плодоношение.

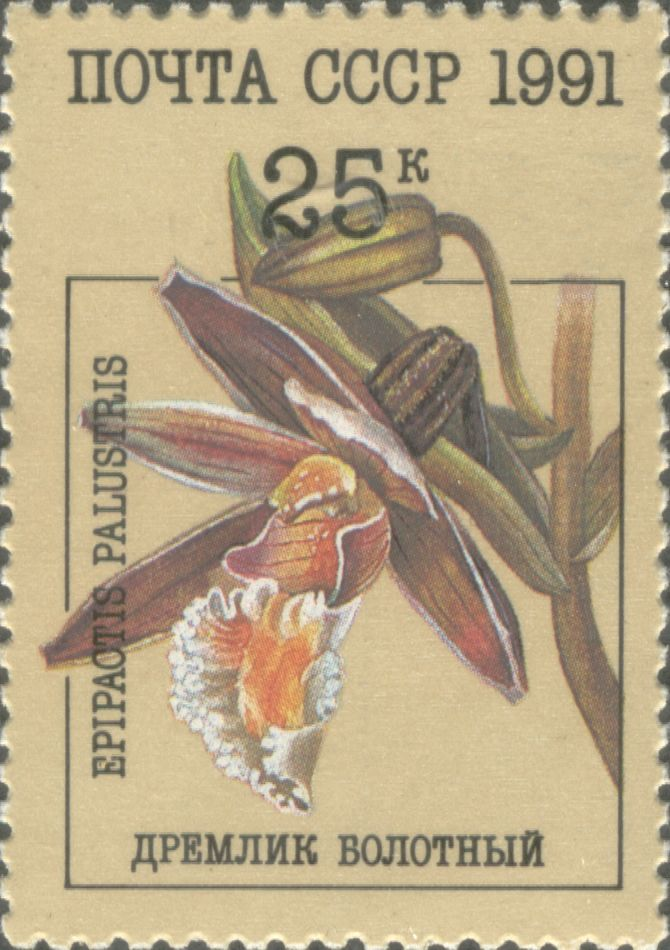
Почтовая марка СССР
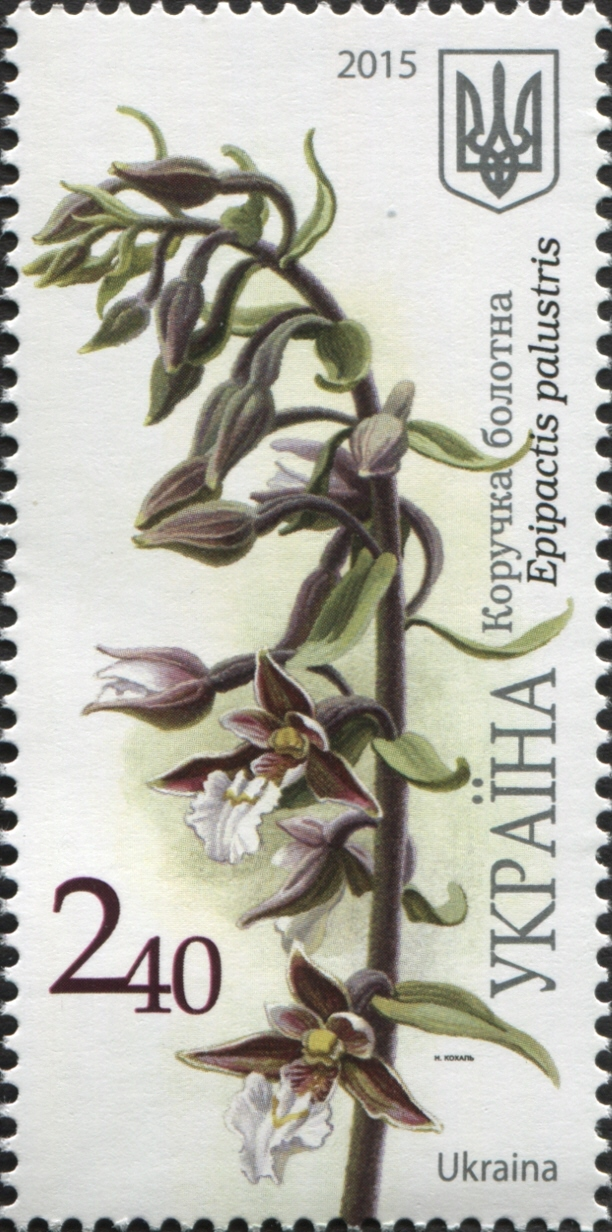
Почтовая марка Украины

## Классификация

### Таксономическая схема
|  |                                      |  |                                                             |                                                             |                    |  | ещё 13 семейств (согласно Системе APG IV) | ещё 13 семейств (согласно Системе APG IV)                             |                                                                       |  |  |  | ещё 90—100 родов                              | ещё 90—100 родов     |  |  |
|  |                                      |  |                                                             |                                                             |                    |  | ещё 13 семейств (согласно Системе APG IV) | ещё 13 семейств (согласно Системе APG IV)                             |                                                                       |  |  |  | ещё 90—100 родов                              | ещё 90—100 родов     |  |  |
|  |                                      |  |                                                             | порядок Спаржецветные                                       |                    |  |                                           |                                                                       | подсемейство Эпидендровые                                             |  |  |  |                                               | вид Дремлик болотный |  |  |
|  |                                      |  |                                                             | порядок Спаржецветные                                       |                    |  |                                           |                                                                       | подсемейство Эпидендровые                                             |  |  |  |                                               | вид Дремлик болотный |  |  |
|  | отдел Цветковые, или Покрытосеменные |  |                                                             |                                                             | семейство Орхидные |  |                                           |                                                                       | род Дремлик                                                           |  |  |  |                                               |                      |  |  |
|  | отдел Цветковые, или Покрытосеменные |  |                                                             |                                                             |                    |  |                                           |                                                                       |                                                                       |  |  |  |                                               |                      |  |  |
|  |                                      |  | ещё 63 порядка цветковых растений (согласно Системе APG IV) | ещё 63 порядка цветковых растений (согласно Системе APG IV) |                    |  |                                           | ещё 4 подсемейства: Апостасиевые, Циприпедиевые, Ванильные и Орхидные | ещё 4 подсемейства: Апостасиевые, Циприпедиевые, Ванильные и Орхидные |  |  |  | около 60—80 видов (на территории РФ 14 видов) |                      |  |  |
|  |                                      |  |                                                             | ещё 63 порядка цветковых растений (согласно Системе APG IV) |                    |  |                                           |                                                                       | ещё 4 подсемейства: Апостасиевые, Циприпедиевые, Ванильные и Орхидные |  |  |  |                                               |                      |  |  |

### Синонимы
По информации базы данных The Plant List, в синонимику вида входят следующие названия:
- Amesia palustris (L.) A.Nelson & J.F.Macbr.
- Arthrochilium palustre (L.) Beck
- Calliphyllon palustre (L.) Bubani
- Cymbidium palustre (L.) Sw.
- Epipactis palustris f. ampla Höppner
- Epipactis palustris var. elatior Pantu
- Epipactis palustris f. elongata Höppner
- Epipactis palustris var. ericetorum Asch. & Graebn.
- Epipactis palustris f. ericetorum (Asch. & Graebn.) Soó
- Epipactis palustris f. gracilis Höppner
- Epipactis palustris f. longibracteata Höppner
- Epipactis palustris f. macrostachya Höppner
- Epipactis palustris var. ochroleuca Barla
- Epipactis palustris var. parvifolia Schur
- Epipactis palustris f. pumila Zapal.
- Epipactis palustris f. rectilinguis Höppner
- Epipactis palustris var. robusta Zapal.
- Epipactis palustris f. robusta (Zapal.) Höppner
- Epipactis palustris subsp. salina (Schur) K.Richt.
- Epipactis palustris var. silvatica Asch. & Graebn.
- Epipactis palustris f. silvatica (Asch. & Graebn.) Höppner
- Epipactis palustris f. submersa Glück
- Epipactis salina Schur
- Helleborine palustris (L.) Schrank
- Helleborine palustris (L.) Hill
- Helleborine palustris f. ampla (Höppner) Soó
- Helleborine palustris var. ericetorum (Asch. & Graebn.) Druce
- Helleborine palustris f. ericetorum (Asch. & Graebn.) Soó
- Helleborine palustris f. gracilis (Höppner) Soó
- Helleborine palustris f. longibracteata (Höppner) Soó
- Helleborine palustris f. parvifolia (Schur) Soó
- Helleborine palustris f. rectilinguis (Höppner) Soó
- Helleborine palustris f. silvatica (Asch. & Graebn.) Soó
- Helleborine palustris f. submersa (Glück) Soó
- Limodorum palustre (L.) Kuntze
- Serapias helleborine var. palustris L. basionym
- Serapias longiflora Asso
- Serapias palustris (L.) Mill.

## Охранный статус
Вид включён в Международную Красную книгу со статусом «Вид вне опасности» и в Приложение II СИТЕС. Охраняется во Франции, Бельгии, Люксембурге, Северной Ирландии, Польше, на Украине и в Казахстане. В России вид занесён в ряд региональных Красных книг, а также в Красную книгу Москвы.

## Галерея

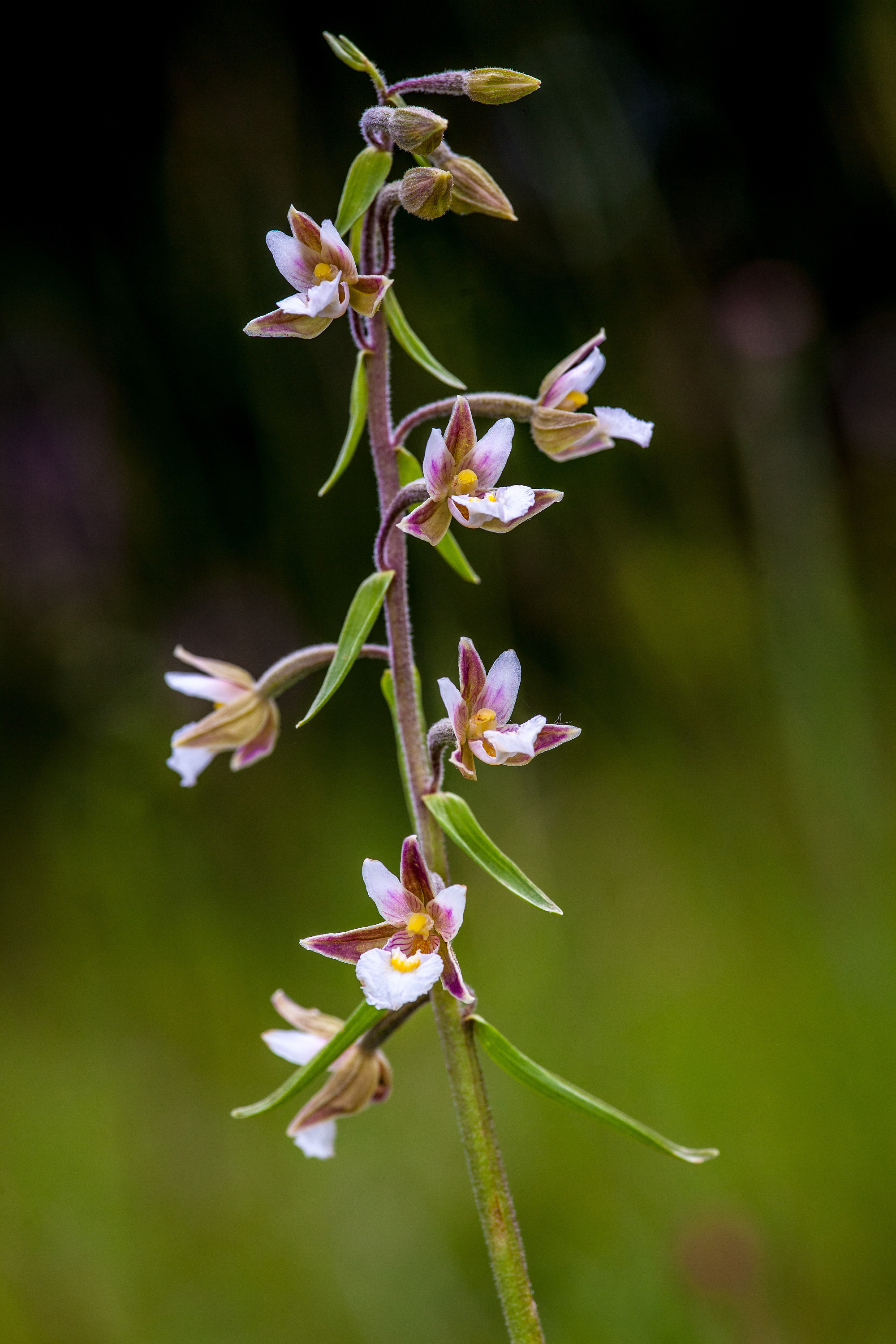
Соцветие
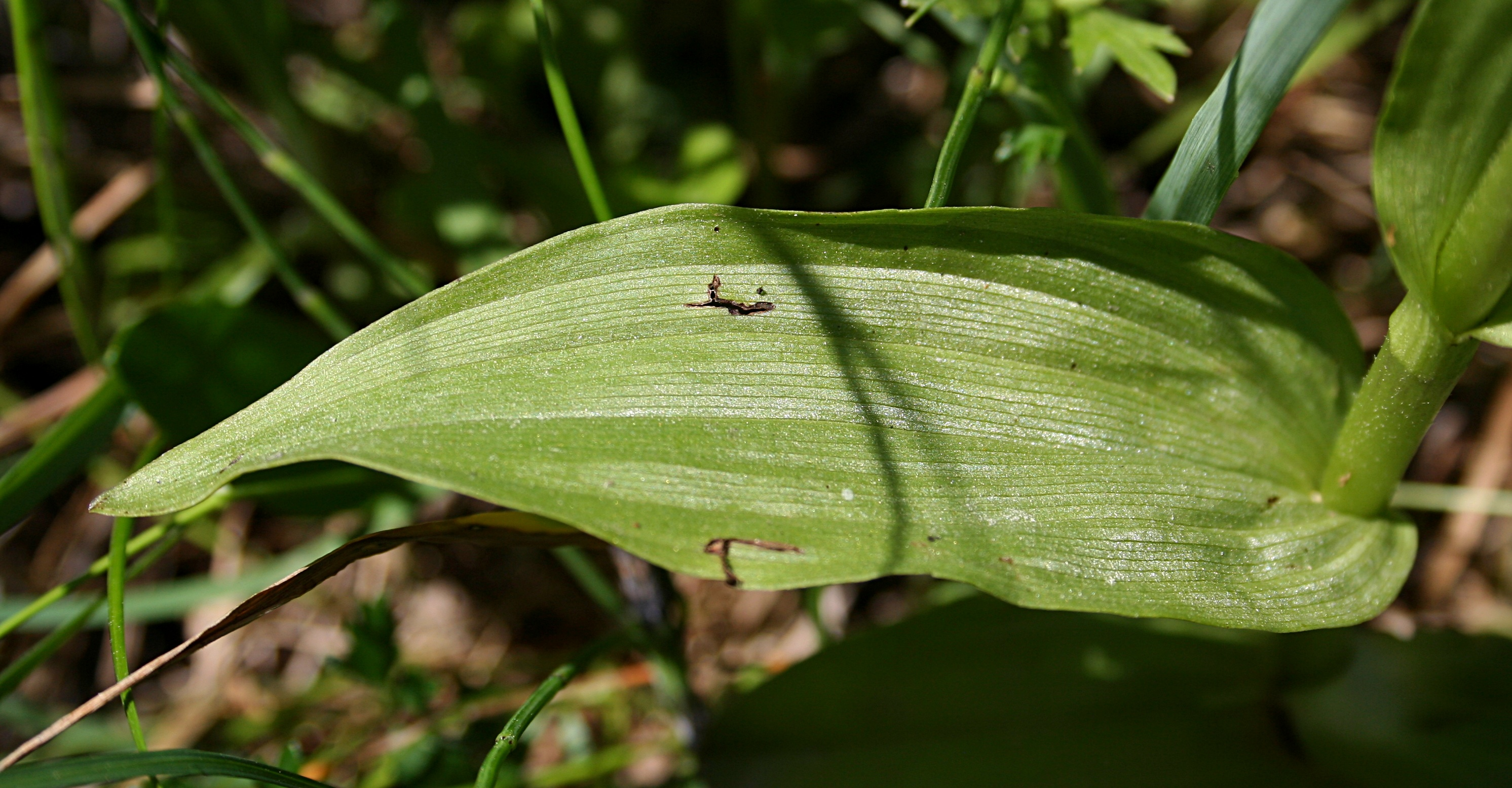
Лист
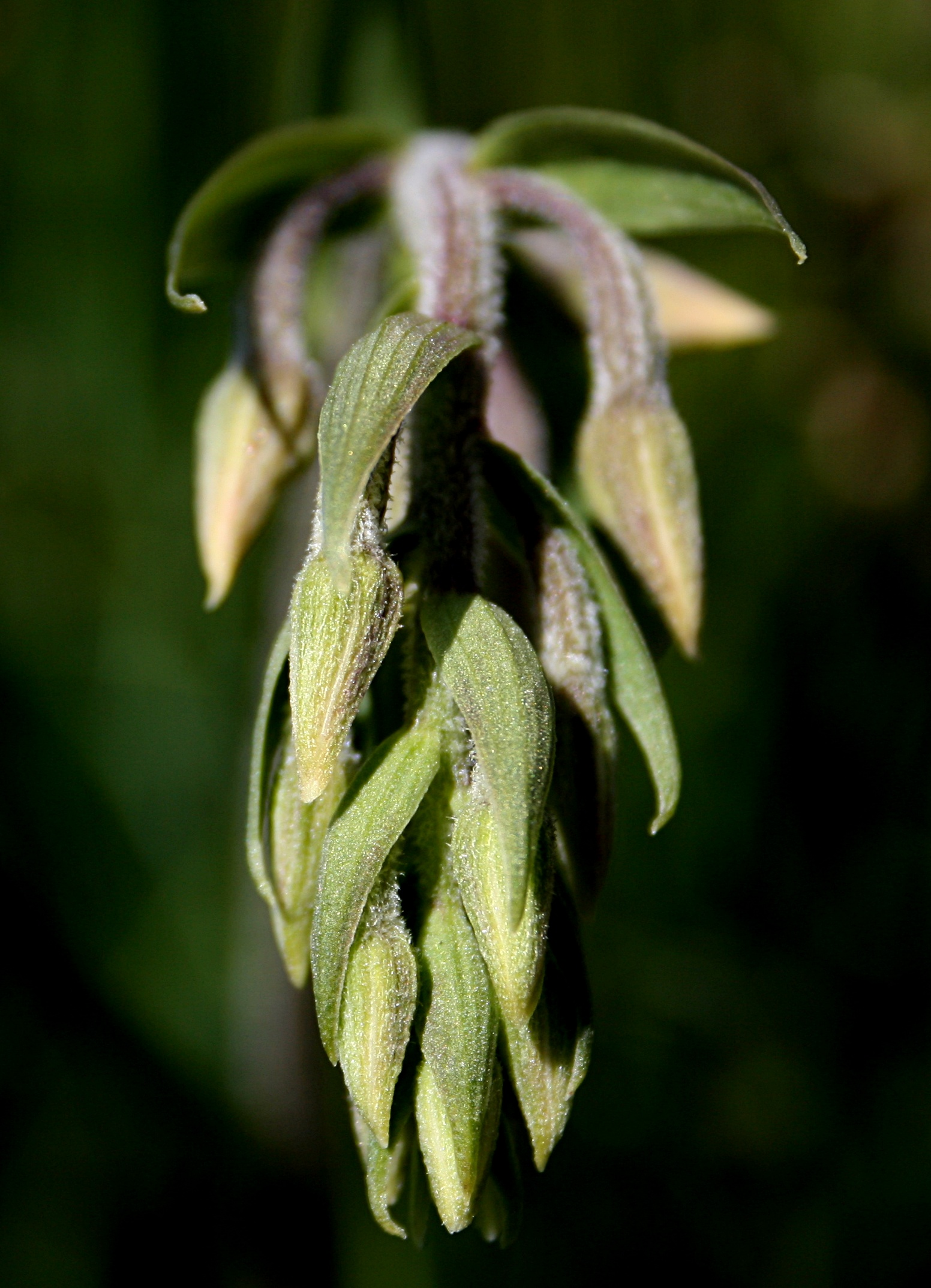
цветочные почки
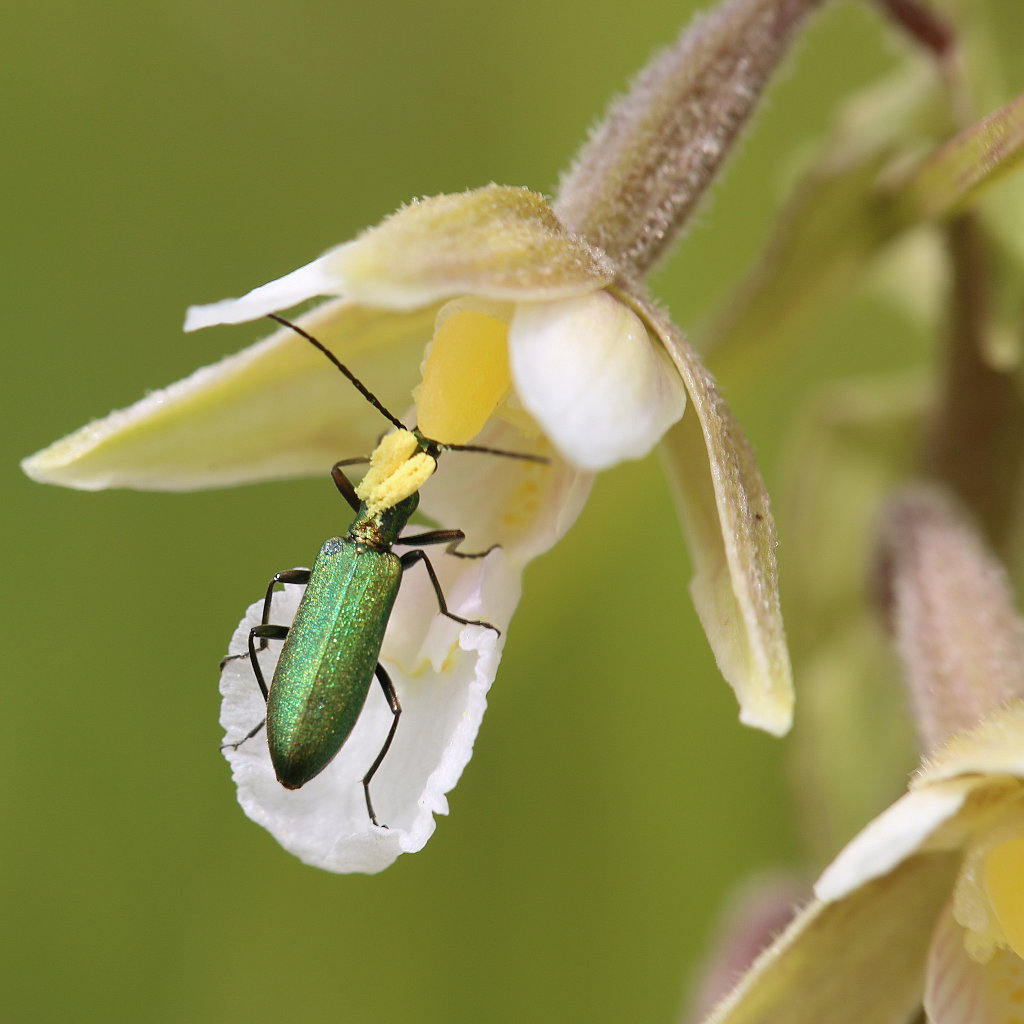
Цветок
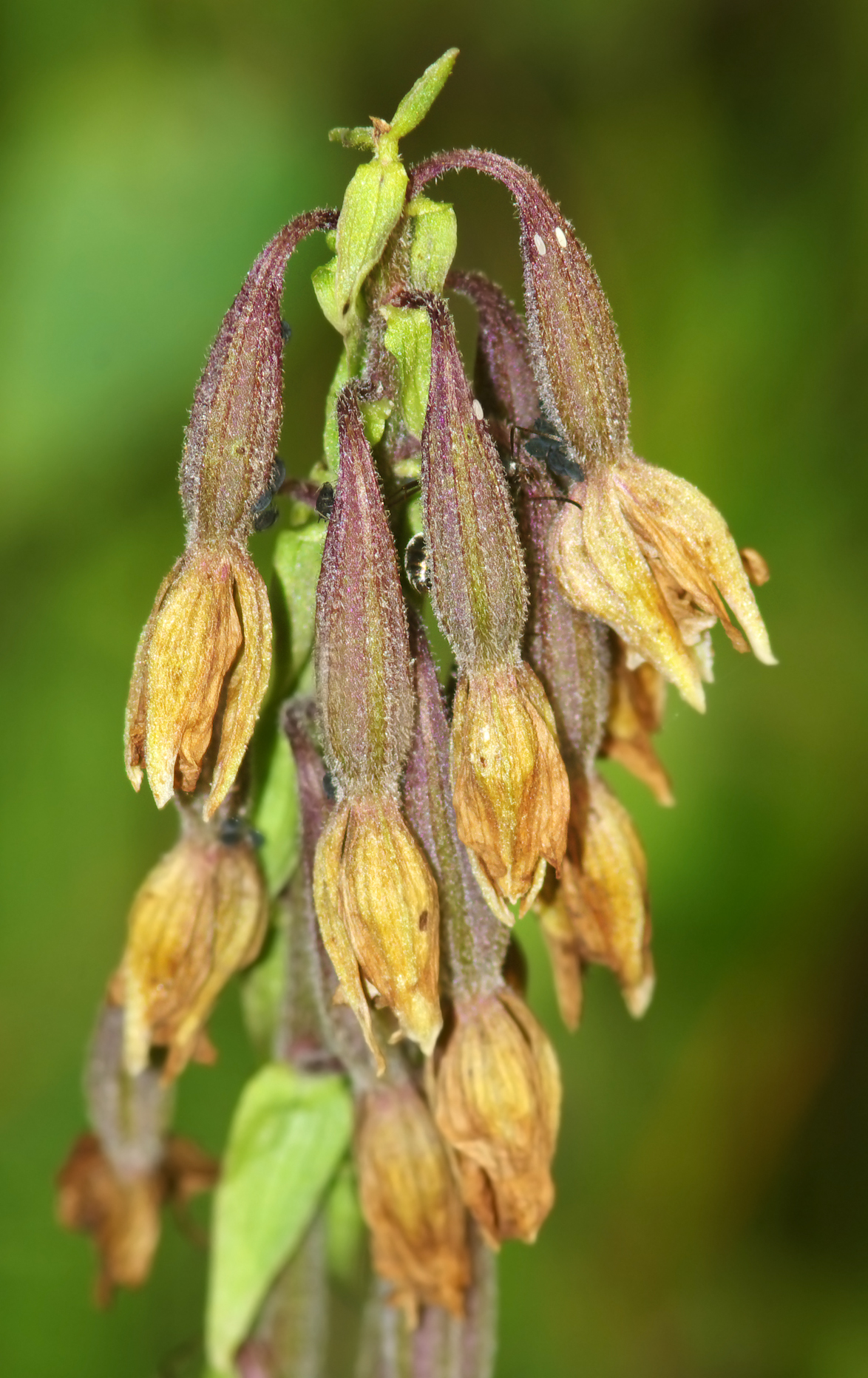
Плод